# Ebió
Ebió (Ebion, Ἐβίων) fou el fundador suposat de la secta cristiana dels ebionites, en la qual s'accepta la religió de Crist però mantenint l'observança de la llei de Moisès. Especialment insistien en la necessitat de la circumcisió i denunciaven Sant Pau com a herètic. Orígens divideix els ebonites en dues branques, els que negaven la concepció miraculosa de Jesús i els que l'acceptaven. La secta va florir vers el 400.
L'existència del mateix Ebió és dubtosa. Tertul·lià l'esmenta i el segueixen Agustí d'Hipona, Jeroni d'Estridó, Epifani I de Constantinoble i Teodoret. Aquest darrer després de dir ταύτης τῆς φάλαγγος ἦρξεν Ἐβίων, afegeix, τὸν πτωχὸν δὲ οὔτως οἱ Ἑβραῖοι προσαγορεύονσιν. Orígenes diu que el nom de la secta derivava de la paraula hebrea "ebion" (pobre) i desconeix un personatge de nom Ebió. El talmud hebreu l'esmenta com a fundador d'una secta, però realment no se sap si va existir.